# Ирклиевская
Иркли́евская — станица в Выселковском районе Краснодарского края.
Административный центр Ирклиевского сельского поселения.

## География
Станица расположена в верховьях реки Правый Бейсужёк (приток Бейсуга), в 30 км к северу от районного центра — станицы Выселки, на автотрассе М4, участок «Краснодар—Павловская».

### Улицы
- пер. Выходной,
- ул. Восточная.
- пер. Гвардейский,
- ул. Спортивная
- ул. Красная (главная улица)
- ул. Южная
- ул. Р. Люксенбург
- ул. Пугачева
- ул. Свободы
- ул. Кооперативная
- ул. Пролетарская
- ул. Коммунаров
- пер. Острый
- ул. Тельмана
- ул. Чкалова
- ул. Чапаева
- ул. Нахимова
- ул. Кутузова
- ул. Суворова
- пер. Тупик
- ул. Челюскинцев
- пер. Кошевого
- ул. Школьная
- ул. Колхозная
- ул. Пионерская
- ул. Советская
- ул. Кочубея
- ул. Карла Маркса
- ул. Гастелло
- ул. Калинина
- ул. Шевченко
- ул. Энгельса
- ул. Гоголя
- ул. Степная
- ул. Ленина
- ул. Мира
- ул. Клары Цеткин
- пер. Новый
- пер. Уличный
- пер. Героический
- ул. Хозяйственная
- ул. Первомайская

## История
Ирклиевский курень — одно из 40 первых поселений Черноморских казаков на Кубани (см. Кубанские казаки), основано в 1794 году, старейший населённый пункт района. Название было дано по одноимённому куреню Сечи, который, в свою очередь, был назван по старинному селу Ирклиев (укр. Іркліїв, современный Чернобаевский район Черкасской области).

## Население
| 2002 | 2010  |
| ---- | ----- |
| 3029 | ↗3300 |